# Zone industrielle Ardennes Émeraude
La Zone industrielle Ardennes Émeraude est une zone d'activités de type industriel, basé sur les communes de Tournes et Cliron. Elle appartient à la Chambre de commerce et d'industrie des Ardennes.
Cette zone est située à 5 km de Charleville-Mézières, et est desservie par l'aérodrome de Belval, situé à 2 km. 
L'Autoroute A304 passe à 2 km de la zone industrielle.

## Historique et entreprises
La Zone industrielle Ardennes Émeraude a été créée en 1978 sous l'impulsion de la Chambre de commerce et d'industrie des Ardennes et du Conseil général des Ardennes.
25 entreprises y sont implantées dont Geodis Calberson, Aisne Impressions, Ardenn’Pac Emballages, ASP Line, Metalinov, BJ Industries, Cepia Industrie, Jointec, La Clairière,  08 France Express, I.D. Innovation Développement (réparation, reconstruction et vente de systèmes électroniques), Kinetec, La Buvette (fabrication d'abreuvoirs pour animaux)et Rotoplus (fabrications d'horodateurs et de cuvettes en plastique), Lintron France, Maximo (livraison d'alimentation à domicile), Relais d’Or, Saremico, Rotoplus, SGTE-Salmon, Sodie, S.O.M. Machines à bois, Sopap, Store Decor, TSDM et Robinet Guy SA.. L'ensemble représente environ 600 emplois. Des partenariats originaux se créent entre ces PME et des écoles de la région, par exemple entre Rotoplus, entreprise spécialiste de la transformation du plastique, et l'Institut technologique de Troyes pour concevoir ...une éco-luge handisport sur une demande de la Fédération française des sports de glace.
La réussite du parc et ses extensions ne sont pas sans provoquer des débats inattendus, sur le trafic de camions engendrée (« C'est la première fois qu'on est confronté à ce type de problème. Je rappelle qu'on a fait des investissements importants sur cette zone industrielle dont nous assurons le fonctionnement » réagit le président de la chambre de commerce et d'industrie des Ardennes). Et les revenus engendrés pour les communes crispent les débats lors de l'évolution de la carte d'intercommunanalité, résultant de la réforme des collectivités territoriales françaises, à partir de 2008.

### Ouvrages et articles de presse
- Bernard Giraud, « Nouvelle carte intercommunale / Tournes, Cliron et Belval disent non », L'Union,‎ 7 décembre 2012 (lire en ligne).
- Rédaction L'Usine Nouvelle, « L'ardennais Rotoplus trouve son assise dans l'innovation/ Tournes, Champagne Ardennes », L'Usine nouvelle,‎ 17 octobre 2012 (lire en ligne).
- Rédaction L'Union, « Rotoplus lauréat à Paris », L'Union,‎ 22 novembre 2011 (lire en ligne).
- Rédaction L'Union, « Ardennes / économie Deux extensions sur la zone de Tournes/Cliron », L'Union,‎ 31 juin 2010 (lire en ligne).
- Rédaction L'Union, « Le transfert de Veolia à Tournes remis en cause », L'Union,‎ 7 octobre 2008 (lire en ligne).
- Rédaction L'Union, « ZI : l’ère du renouveau », L'Union,‎ 25 juin 2007 (lire en ligne).
- Examens territoriaux de l'OCDE Examens territoriaux de l'OCDE : Champagne-Ardenne, France 2002, OECD Publishing, 2002.
- Charleville et Mézières, Société d'études ardennaises, 1980, 160-161 p., « La zone industrielle de Tournes-Cliron ».

### Sources sur le web
- « Parc d'activités Ardennes Emeraude de 82 ha divisibles - Charleville - Tournes », sur le site www.place4project.fr.
- « Le parc d'activités départemental Tournes-Cliron », sur le site www.entreprendredanslesardennes.com.
- « Parc d'activités de Tournes-Cliron », sur le site www.ardennes.cci.fr.